# Ван ’т Ваут, Йенс
Йенс Ван ’т Ваут (нидерл. Jens van 't Wout; род. 6 октября 2001 года, Ларен, Нидерланды) — нидерландский шорт-трекист, 2-кратный чемпион мира и 3-кратный призёр чемпионатов мира, 6-кратный чемпион Европы и 4-кратный серебряный призёр чемпионата Европы.

## Спортивная карьера
Йенс Ван ’т Ваут родился в городе-общине Ларен. Ему было 2 года, когда его семья переехала в Канаду, в небольшой город Брейсбридж, что находится к северу от Торонто. Там, с 2005 года он играл в хоккей 8 лет со своим братом Мелле в клубе "Bracebridge Bears", пока его родители не решили, что этот вид спорта слишком опасен, и не посоветовали им обоим заняться шорт-треком. Там же он занялся шорт-треком в возрасте 13 лет в клубе "Barrie Speed Skating", а через полгода в 2014 году из-за проблем со здоровьем, семья вернулась в Нидерланды, в город Алмере.
Через 2 года семья переехала в небольшую деревню Синтьоханнесге. В начале января 2016 года Йенс занял 3-е место в беге на 1000 м и 4-е в общем зачёте на чемпионате Нидерландов среди юниоров. В марте 2017 года он выиграл чемпионат страны среди юниоров, заняв 1-е места на дистанциях 777 м, 1000 м и 2-е место на 1500 м. Через год на взрослом чемпионате Нидерландов Ван т’ Ваут стал только 12-м в личном зачёте многоборья, а на юниорском чемпионате занял общее 3-е место, после чего отобрался в молодёжную сборную.
Он дебютировал на международном уровне на чемпионате мира среди юниоров в Монреале 2019 года, где выиграл серебряную медаль в эстафете и занял 20-е место на дистанции 500 м. В марте выиграл бронзовую медаль на юниорском национальном чемпионате. В сентябре он получил большой порез на щеке и потерял два зуба после столкновения с израильским конькобежцем Владиславом Быкановым. Ван т’Ваут потребовал, чтобы ему в щёку вставили металлический болт, и у него остался 10-сантиметровый шрам.
Он также дебютировал на Кубке мира в ноябре 2019 года в Нагое и занял 26 и 25 места на дистанции 1500 м. В январе 2020 года на чемпионате мира среди юниоров в Бормио занял итоговое 8-е место в эстафете, 6-е в беге на 1500 м, 5-е на дистанции 1000 м и 4-е на дистанции 500 м. В декабре на национальном чемпионате на отдельных дистанциях он выиграл в беге на 1500 м и занял 4-е место в беге на 500 м, а в общем зачёте поднялся на 2-е место.
В январе 2021 года он выиграл золотую медаль в эстафете на чемпионате Европы в Гданьске, в марте на чемпионате мира в Дордрехте также выиграл золотую медаль в эстафете. В марте он занял 2-е место в многоборье на чемпионате Нидерландов и отобрался в сборную на сезон 2021/22 годов. На Кубке мира осенью 2022 года в Пекине выиграл серебро в смешанной эстафете и золото в мужской, а в Дордрехте победил в смешанной эстафете.
На чемпионате мира 2025 года в Пекине на дистанции 500 метров стал обладателем бронзовой медали. 